# Танасчишин, Трофим Иванович
Трофим Иванович Танасчишин (31 января 1903, Ярышев, Могилёв-Подольский район — 31 марта 1944, Вознесенский район, Николаевская область) — советский военачальник, участник гражданской, Советско-польской и Великой Отечественной войн, Гвардии генерал-лейтенант танковых войск (1943 год).

## Начальная биография
Трофим Иванович Танасчишин родился 31 января 1903 года в селе Ярышев ныне Могилёв-Подольского района Винницкой области.

## Военная служба

### Первая мировая и гражданская войны
В марте 1918 года бойцом вступил в ряды партизанского отряда под командованием Чебанова, после чего принимал участие в боевых действиях на Украине против германских войск и вооруженных соединений под командованием генерала П. П. Скоропадского. В конце 1918 года партизанский отряд был преобразован в 1-й Серебрийский полк, где Танасчишин стал конным разведчиком.
В 1919 году на Юго-Западном фронте принимал участие в боевых действиях против войск под командованием С. В. Петлюры и генерала А. И. Деникина, в ходе которых полк понёс большие потери, из-за чего вскоре влился в состав 395-го стрелкового полка.
Весной 1920 года Танасчишин принимал участие в ходе советско-польской войны, во время которой тяжело заболел, отстал от полка и впоследствии оказался на территории противника. После выздоровления пытался выйти к своим войскам, но 19 мая был пленён и затем заключён в Могилёвскую тюрьму, однако в июле был освобождён частями Красной Армии, после чего в составе 535-го стрелкового полка принимал участие в боевых действиях против войск под командованием С. В. Петлюры, а с апреля по ноябрь 1921 года — в боевых действиях против бандитизма в Могилёвском уезде, находясь на должности помощника командира взвода отдельного конного дивизиона ОН.

### Межвоенное время
После окончания боевых действий Танасчишин был назначен на должность физкультурного инструктора по допризывной подготовке окружного военкомата.
В августе 1925 года был направлен на учёбу в Украинскую кавалерийскую школу, после окончания которой с сентября 1928 года служил в 9-й кавалерийской дивизии на должности командира взвода 52-го кавалерийского полка, затем в 54-м отдельном запасном эскадроне.
После окончания Ленинградских бронетанковых курсов усовершенствования командного состава в мае 1931 года был назначен на должность командира учебного броневзвода мотоотряда Московской Пролетарской стрелковой дивизии (Московский военный округ).
С октября 1931 года служил в 11-й кавалерийской дивизии, где служил временно исполняющим должности командира и комиссара отдельного механизированного эскадрона, а также командиром учебного броневзвода, а с апреля 1932 года служил в 11-м механизированном полку этой же дивизии на должностях политрука учебного эскадрона, командира танкового эскадрона и помощника начальника штаба полка.
В ноябре 1934 года был направлен на учёбу на штабное отделение Ленинградских бронетанковых курсов усовершенствования командного состава, по окончании которого с мая 1935 года продолжил служить в 11-м механизированном полку (11-я кавалерийская дивизия), где временно исполнял должности помощника начальника, начальника штаба полка и командира полка.
В июне 1938 года Танасчишин был назначен на должность начальника 2-й части штаба 1-й танковой бригады, в апреле 1940 года — на должность помощника начальника штаба 21-й танковой бригады, в июле того же года — на должность начальника снабжения 4-й танковой дивизии (6-й механизированный корпус), а в марте 1941 года — на должность командира 60-го танкового полка (30-я танковая дивизия).

### Великая Отечественная война
С началом войны 30-я танковая дивизия принимала участие в ходе приграничных сражений, во время которых попала в окружение.
В августе 1941 года был назначен на должность командира 36-го отдельного мотоциклетного полка, который принимал участие в обороне Москвы, ведя тяжёлые оборонительные бои на можайском направлении, за боевые успехи в которых Трофим Иванович Танасчишин был награждён орденом Красного Знамени, а 36-й отдельный мотоциклетный полк преобразован в 1-й гвардейский.
В декабре 1941 года был назначен на должность командира 36-й танковой бригады, которая дислоцировалась в Московском военном округе, а затем в апреле 1942 года была включена в состав 22-го танкового корпуса (38-я армия), после чего вела боевые действия на Юго-Западном фронте.
17 июля 1942 года полковник Танасчишин был назначен на должность командира 13-го танкового корпуса, который принимал участие в Сталинградской битве. Важную роль корпус сыграл в оборонительной фазе Сталинградской битвы (см. Сражение у разъезда 74-й километр). За умелое руководство корпусом в боях на подступах к Сталинграду, 2 декабря 1942 года полковник Танасчишин был награжден вторым орденом Красного Знамени, а 7 декабря 1942 года ему было присвоено звание — генерал-майор танковых войск. За отличие в боях 13-й танковый корпус 9 января 1943 года был преобразован в 4-й гвардейский механизированный и удостоен почётного наименования «Сталинградский». В период контрнаступления под Сталинградом корпус принимал участие в развитии прорыва обороны противника в составе 57-й армии, в ходе чего выдержал первый удар танковой группы под командованием генерала Э. Манштейна и удержал занимаемый рубеж на реке Аксай, а в ходе дальнейшего наступления совершил рейд на Зимовники и станицу Будёновская, выйдя к реке Маныч. В ходе наступления западнее рек Дон и Северский Донец корпус прорвал оборону противника в районах Новошахтинска, Дарьевки и Больше-Крепинской, после чего в течение трёх суток вышел к реке Миус, где также прорвал сильно укреплённую линию обороны противника в районе Матвеева Кургана.
4-й гвардейский механизированный корпус под командованием Танасчишина принимал участие в ходе Ростовской, Донбасской, Мелитопольской и Никопольско-Криворожской наступательных операций, а также в освобождении городов Донецко-Амвросиевка, Большой Токмак и др. 30 августа 1943 года Танасчишину было присвоено очередное звание — генерал-лейтенант танковых войск. В марте 1944 года корпус был включён в состав конно-механизированной группы под командованием генерала И. А. Плиева и принимал участие в ходе Березнеговато-Снигиревской и Одесской наступательных операций и освобождении города Новый Буг и др. За отличия в ходе этих боёв корпус был награждён орденом Суворова 2 степени.
Утром 31 марта 1944 года по частям корпуса, которые в районе города Вознесенск Николаевской области готовились к форсированию реки Тилигул, был нанесён мощный бомбовый удар вражеской авиации. Генерал-лейтенант танковых войск Трофим Иванович Танасчишин был смертельно ранен и в тот же день скончался.

## Награды
- два ордена Красного Знамени (30.10.1941[2], 2.12.1942[3]);
- Орден Суворова I степени (19.03.1944)[4];
- Орден Суворова II степени (17.09.1943) [5];
- Орден Отечественной войны I степени (5.11.1942)[6];
- Медаль «За оборону Сталинграда»

Иностранные награды:
- Рыцарь-Командор Ордена Британской Империи (Великобритания, 11.05.1944)[7][8]

## Память
- На могиле установлен надгробный памятник.
- Имя воина увековечено в Главном Храме Вооружённых сил России, и навсегда запечатлено на мемориале «Дорога памяти»[9]
- Именем генерал-лейтенанта Т. И. Танасчишина назва одна из улиц города Вознесенск[10].